# Antonio Sánchez (Musiker)

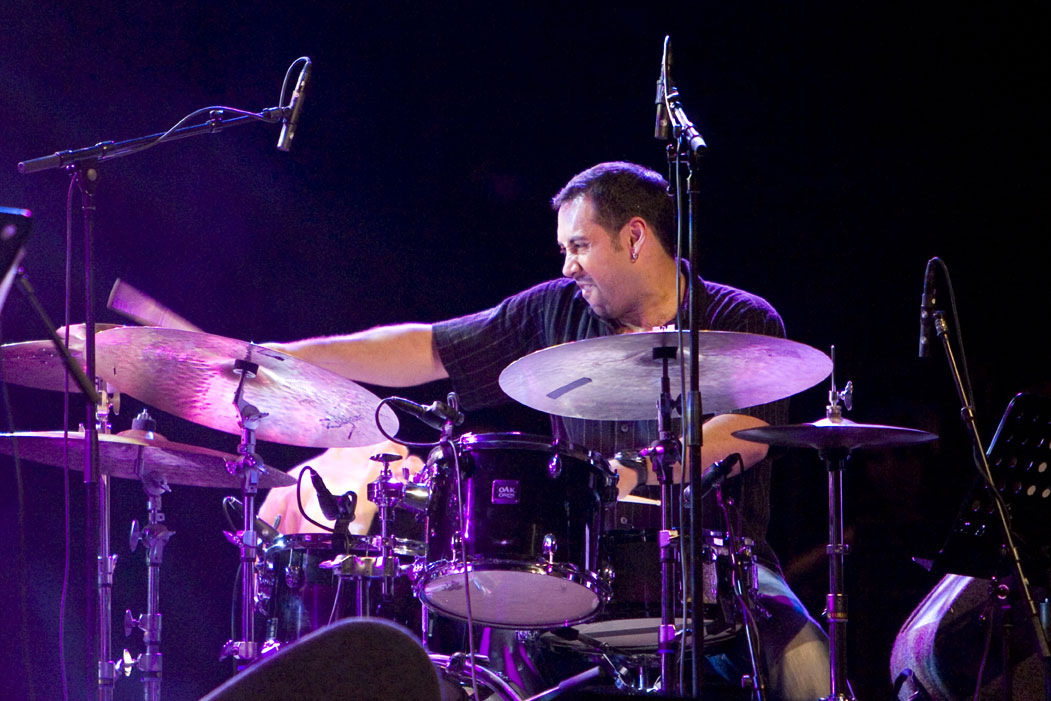
Antonio Sanchez im Joshua Redman Trio beim North Sea Jazz Festival

Antonio Sánchez (* 1. November 1971 in Mexiko-Stadt) ist ein mexikanischer Jazz-Schlagzeuger, der heute in den USA lebt. Er gehört zu der neuen Generation aus Lateinamerika stammender Musiker, die sich in der Jazzszene New Yorks etabliert haben.

## Leben und Wirken
Zunächst spielte Sánchez mit dem Pianisten Danilo Pérez und entwickelte in dessen Trio den lateinamerikanischen Jazz stilprägend weiter, etwa durch die Entwicklung der Clave im 10/4 oder 7/4 Takt. Diese Entwicklung setzte Ende der 1990er Jahre ein und wurde weiter geführt durch die Zusammenarbeit mit Musikern wie David Sánchez (CD Melaza) oder Sebastian Schunke (CD Symbiosis).
Schließlich entdeckte Pat Metheny auf einem gemeinsamen Konzert den Schlagzeuger Sánchez und nahm ihn in sein Trio und die Pat Metheny Group auf; die Alben Speaking of Now (2002) und The Way Up (2005) wurde mit dem Grammy für das beste Jazzalbum ausgezeichnet; das gemeinsame Album Unity Band (2012) erhielt die Grammy-Auszeichnung als bestes Jazz-Instrumentalalbum.
Sánchez tourte auch mit Chick Corea, Michael Brecker, Joe Lovano, Charlie Haden oder Matija Dedić. 2007 legte er sein erstes Album als Bandleader vor, Migration; 2013 folgte New Life (Cam Jazz), mit David Binney und Donny McCaslin. Auch trat er auf internationalen Festivals wie dem Modern Drummer Festival Weekend oder dem Montreal Drum Festival auf. Seit 2006 lehrt er an der New York University. Für seine Alben New Life und The Unity Sessions erhielt er in den Jahren 2014 und 2017 den Echo Jazz.
Im Jahr 2014 komponierte Sánchez die Filmmusik für den Film Birdman oder (Die unverhoffte Macht der Ahnungslosigkeit) und bekam dafür 2016 den Grammy für den „Besten komponierten Soundtrack für visuelle Medien“ (Best Score Soundtrack for Visual Media). Sein Album Bad Hombre (2017) wurde für den Grammy für das beste zeitgenössische Instrumentalalbum nominiert.
Sánchez ist mit der Sängerin Thana Alexa verheiratet, die auch auf seinen Alben New Life, The Meridian Suite und Lines in the Sand zu hören ist.

## Diskografische Hinweise
- The Meridian Suite (Cam Jazz, 2015, mit Seamus Blake, John Escreet, Adam Rogers, Matt Brewer, Thana Alexa)
- Channels of Energy (mit der WDR Big Band (Cam Jazz 2018))[4]
- Lines in the Sand (Cam Jazz, 2019, mit Chase Baird, John Escreet, Matt Brewer, Than Alexa, sowie Nathan Shram, Elad Kabilio)
- Will Vinson, Gilad Hekselman, Antonio Sánchez: Trio Grande (2020)
- Béla Fleck, Edmar Castañeda, Antonio Sánchez: BeATrio (Béla Fleck Productions 2025)[5]

## Auszeichnungen
- 2016: Grammy Awards 2016